# Barrera de control de multitudes

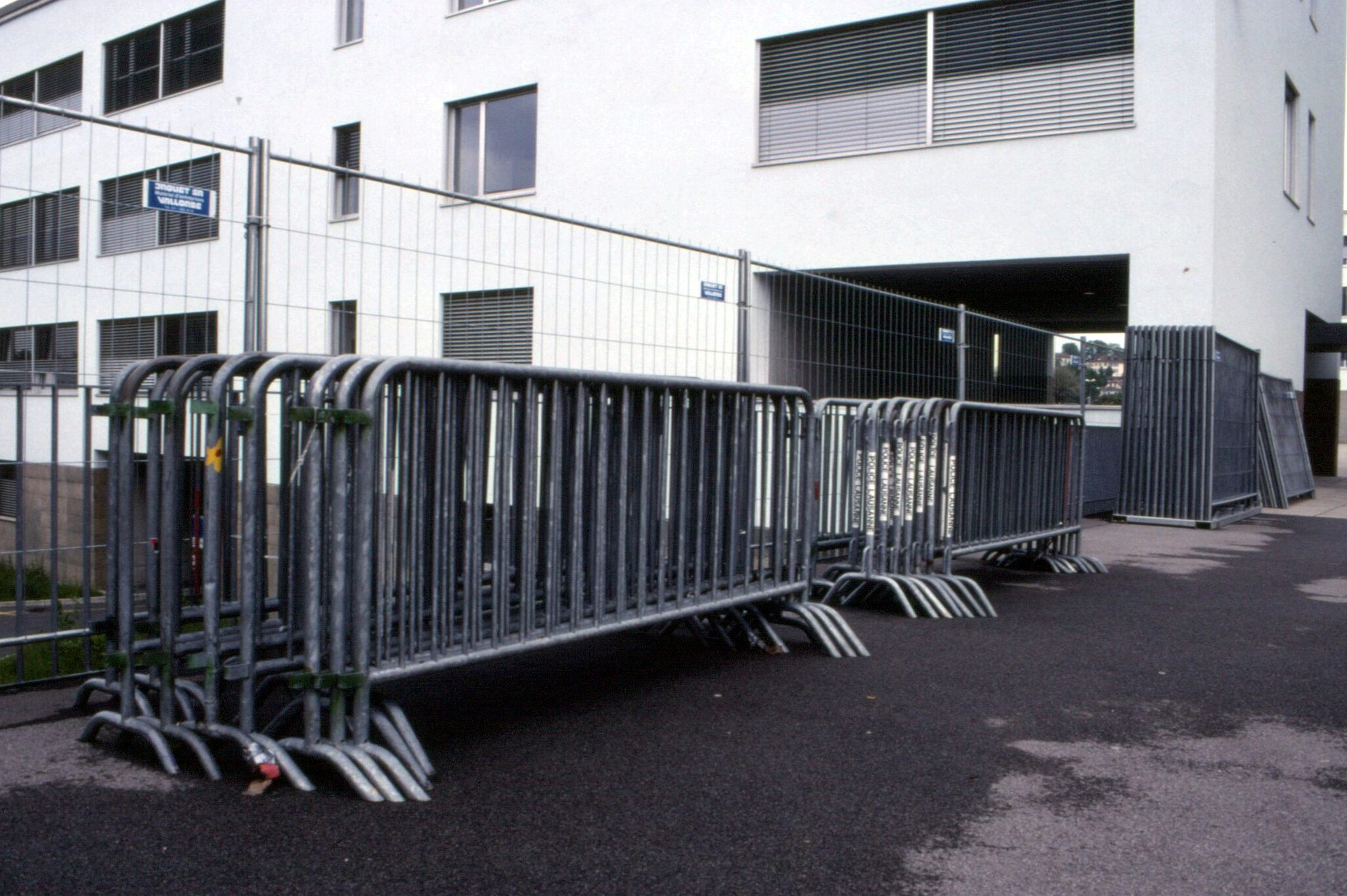
Barreras de control de multitudes

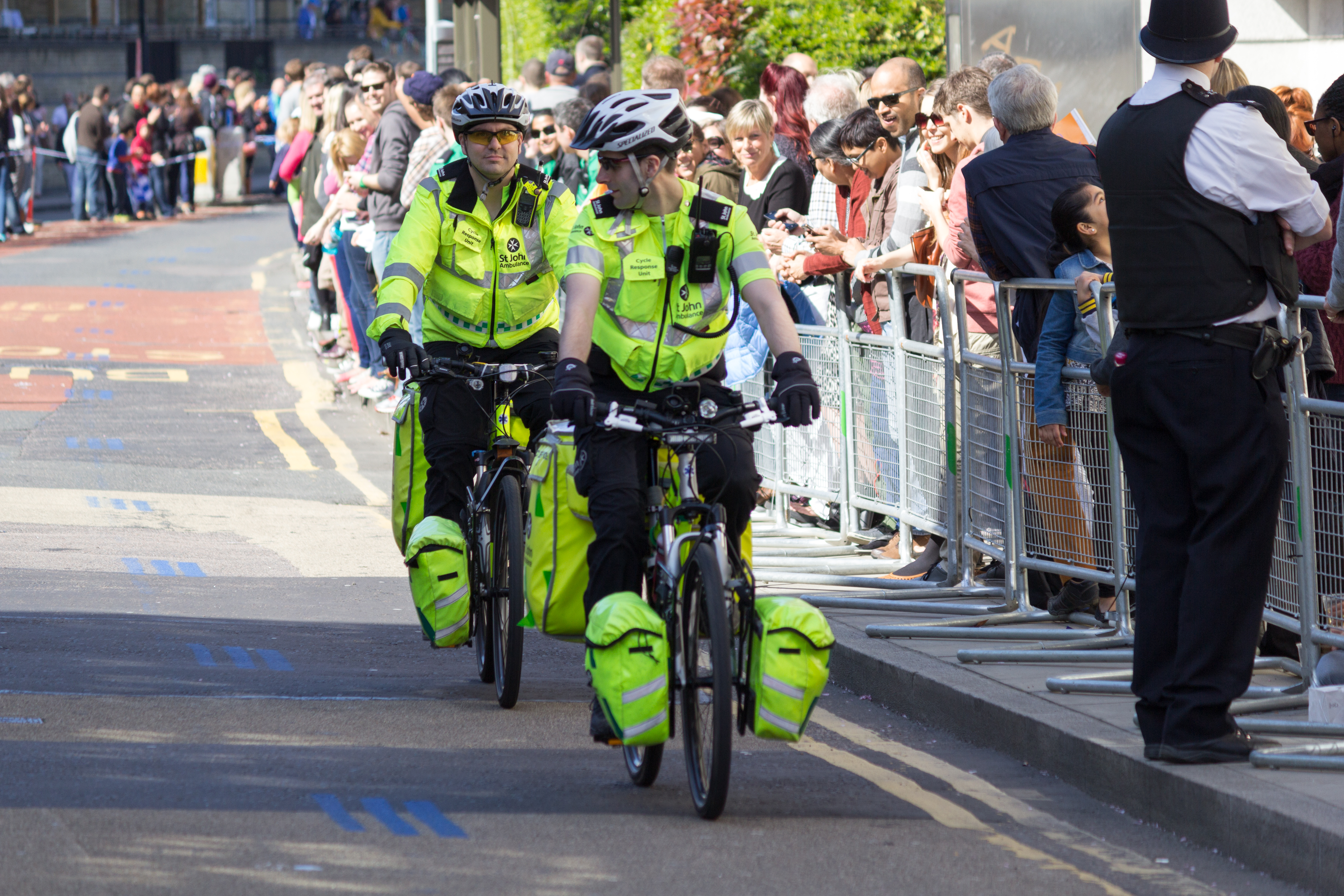
Durante el Maratón de Londres de 2014, un oficial de policía mantiene a los espectadores detrás de la barrera

Barreras de control de multitudes (también denominadas barricadas de control de multitudes, con algunas versiones denominadas barrera francesa o aparcabicicletas en EE. UU., y barreras de molinos en Hong Kong) se utilizan habitualmente en muchos actos públicos. Son visibles con frecuencia en eventos deportivos, desfiles, mítines políticos, manifestaciones y festivales al aire libre. Los organizadores de eventos, los directores de locales y el personal de seguridad utilizan las barricadas como parte de su planificación de la gestión de multitudes.

## Historia
Se atribuye al alcalde de Bruselas Jules Anspach la invención de la barrera antidisturbios con motivo de la visita del fotógrafo francés Nadar a Bruselas. En su visita a Bruselas con el globo Géant, el 26 de septiembre de 1864, Anspach erigió barreras móviles para mantener a la multitud a una distancia segura.[cita requerida]

## Uso
Se suelen utilizar en actos públicos, a menudo en eventos deportivos, desfiles, manifestaciones, festivales de interior, etc. La finalidad es gestionar y controlar las multitudes y permitir la dispersión ordenada de las mismas en situaciones de aglomeración.